# Захаров, Борис Георгиевич
Борис Георгиевич Захаров (род. 1 января 1937, Фирово, Калининская область) — российский учёный в области роста кристаллов и физики твёрдого тела, доктор технических наук, заслуженный деятель науки РФ (1996).

## Биография
Родился в семье служащих 1 января 1937 г. в пос. Фирово Фировского района Калининской области. Там же учился в средней школе.
Окончил Ленинградский государственный университет по специальности «физика» (1959) и аспирантуру при Томском государственном университете (1962).
Работал инженером в Томском университете, старшим научным сотрудником в Сибирском физико-техническом институте, начальником НИИ полупроводниковых приборов (Томск), начальником лаборатории, начальником отдела во ВНИИ материалов электронной техники (ВНИИМЭТ) (Калуга).
В 1966 году защитил кандидатскую диссертацию (физико-математические науки) на тему «Рентгенографическое исследование совершенства структуры монокристаллов арсенида галлия». В 1973 году присвоено учёное звание «старший научный сотрудник» по специальности «физика полупроводников и диэлектриков».
Зам. директора Института кристаллографии им. А. В. Шубникова РАН. В 1997—2015 годах — директор созданного на базе филиала ИК РАН в Калуге Научно-исследовательского центра «Космическое материаловедение» (НИЦ КМИК РАН).
Автор более 200 публикаций в области роста кристаллов и физики твердого тела.
Заслуженный деятель науки РФ (1996). Лауреат премии им. К. Э. Циолковского (1997).

## Семья
Брат — Захаров Василий Георгиевич, министр культуры СССР.